# Henry (tira cómica)
Henry también conocido en algunos países de Latinoamérica como Carozo Pimienta fue una tira cómica creada en 1932 por Carl Anderson. El protagonista es un niño calvo y mudo. En algunos episodios de la tira cómica se comunica con mímica, esto cambia cuando pasa a los libros de historieta.
El personaje apareció por primera vez en la revista norteamericana The Saturday Evening Post y continuó publicándose en dicha revista por dos años.

## De la caricatura a la tira cómica.
Después de ver una publicación alemana de Henry, William Randolph Hearst incorporó a Anderson a King Features Syndicate y empezó a distribuir la tira cómica el 17 de diciembre de 1934, lanzado a mitad de página los domingos el 10 de marzo de 1935. Henry fue reemplazado en el The Saturday Evening Post por La Pequeña Lulú.
Las caricaturas de Anderson en Henry tienen una positiva representación de los afroamericanos en una época en que estos eran mirados con desprecio.
El asistente de Anderson en la tira cómica de los domingos era Don Trachte. Su asistente en los diarios fue John Liney.
En 1942 debido a la Artritis, Anderson dejó la mesa de dibujo y solo se ocupó de los diarios, y Trachte pasó a las tiras de los domingos. Liney se retiró en 1979. Jack Tippit se encargó de las tiras de los diarios hasta 1983.
Dick Hodgins, Jr. trabajó en los diarios de 1983 a 1995. Trachte murió en 2005. Cerca de 75 periódicos siguen manteniendo la tira cómica de Henry . También está disponible en King Features Comics Kingdom.

## Personajes e historia
El caricaturista Art Baxter analizó la historieta:
Henry fue una tira cómica que se suponía iba a ser contemporánea, pero nunca se vio así. Allí casi no hay adornos modernos. Allí puede haber automóviles o teléfonos, pero eso es todo. Siempre parecía ser que Henry encontraba el carro a carbón, la carreta de entrega
de hielo a caballo o un cono de helado de cinco centavos. Allí siempre estaba un matiz de nostalgia en la tira, aun cuando naciera en la depresión. Parte de eso dice relación con que el creador, Carl Anderson era un anciano de más de sesenta años cuando creó al personaje por accidente. Henry es autónomo en las tiras de The Saturday Evening Post. Henry no tuvo un elenco regular de personajes, todos no tenían nombres, solo títulos: la madre, el perro, el matón, la pequeña niña, hasta que pasa a manos de William Randolph Hearst. El Henry de The Saturday Evening Post es similar de muchas maneras a La Pandilla o comedias similares. Ese es un niño libre de la tiranía de la presencia adulta.Un niño navengado en el mundo de la forma que mejor puede, con el conocimiento y experiencia que actualmente posee. A veces hace las cosas bien, otras veces mal y frecuentemente se levantan con soluciones a los problemas únicamente con su limitada experiencia. La necesidad es la madre de la invención con divertidos y sorprendentes resultados. Luego las tiras de Henry serían algo así como un retorno a temas anteriores, tanto como adultos teniendo la última palabra cuando Henry y sus amigos se portan mal, o Henry caminando por la ciudad para ver muestras gratis de artículos del hogar comunes, solo para después ver un aviso de helado de alto precio, para su muda consternación.

## Carozo Pimienta
En algunos países de Latinoamérica se le conoció como Carozo Pimienta, apareciendo en diarios y revistas de historietas. En esa época era común españolizar los nombres de los personajes, así por ejemplo a Flash Gordon le dieron el nombre de Roldán el temerario.

## Otras Apariciones
- Henry apareció en un cortometraje animado de Betty Boop llamado Betty Boop with Henry, the Funniest Living American (1935).

- Durante el periodo de 1946 a 1961. Dell Comics publicó 61 libros de cómic con el título de Carl Anderson's Henry, en ellos Henry hablaba, al igual que los otros principales personajes.